# Picapauzinho-da-caatinga
Picapauzinho-da-caatinga (nome científico: Picumnus limae) é uma espécie de ave pertencente à família dos picídeos.  É endêmico do Nordeste do Brasil.